# Skeptical Inquirer
Skeptical Inquirer är en tidskrift som ges ut av den amerikanska skeptikerrörelsen Committee for Skeptical Inquiry med sex nummer per år. Tidskriften beskriver, avslöjar och kritiserar pseudovetenskap.